# إتش إم إس سانغوين
الغواصة إتش إم إس سانغوين (HMS Sanguine) كانت غواصة بريطانية من الفئة إس تابعة للبحرية الملكية، وجزءاً من المجموعة الثالثة التي بنيت من تلك الفئة. بنتها شركة كاميل ليرد في مرفأ بيركينهيد، وأُطلقت في 15 فبراير 1945. وتُعد إلى الآن الغواصة الوحيدة في البحرية الملكية التي حملت اسم سانغوين. قبل أن تُباع للبحرية الإسرائيلية في عام 1958 وتُسمى آي إن إس راحاب (INS Rahav).

## خدمتها في البحرية الملكية خلال الحرب العالمية الثانية
كانت سانغوين قد بنيت عندما كانت الحرب العالمية الثانية تقترب من نهايتها، ولذلك لم تشهد قتالاً يذكر. وفي عام 1953 شاركت في استعراضات الأسطول للاحتفال بتتويج الملكة إليزابيث الثانية.

## خدمتها في البحرية الإسرائيلية
بيعت سانغوين للبحرية الإسرائيلية في عام 1958 مع شقيقتها تانين، وسميت راحاب (بالعبرية: רהב) أو (INS Rahav) نسبة لاسم أحد الوحوش في الأساطير العبرية وهو يشبه نفس الاسم الذي أُطلق على مصر قديماً في النصوص العبرية القديمة وراحاب إحدى شخصيات الكتاب المقدس.
ونتيجة لعدم اشتراكها في أي أعمال قتالية في حرب 67، وعودة شقيقتها الغواصة تانين متضررة لتعرضها لهجوم بقنابل الأعماق، لذلك أُحيلت للتقاعد في 1968 وفُككت لتصبح قطع غيار للغواصة تانين.

## إرثها
أُطلقّ اسمها على غواصة من فئة غال خدمت في البحرية الإسرائيلية من عام 1977 إلى عام 1997، وأُطلقّ مجدداً على غواصة من فئة دولفين استلمتها البحرية الإسرائيلية في 29 أبريل 2013.